# سوزان کلارک
سوسن کلارک (انگلیسی: Susan Clark؛ زادهٔ ۸ مارس ۱۹۴۰) یک هنرپیشه، و تهیه‌کننده اهل کانادا است. وی بین سال‌های ۱۹۶۳ تا ۲۰۰۰ میلادی فعالیت می‌کرد.
از فیلم‌ها یا برنامه‌های تلویزیونی که وی در آن نقش داشته‌است می‌توان به فرودگاه ۱۹۷۵ و به آنان بگویید ویلی بوی این جاست اشاره کرد.